# Hermann Hauke
Hermann Hauke (* 6. August 1930 in Freiwaldau, Tschechoslowakei; † 20. März 2017 in München) war ein deutscher römisch-katholischer Theologe und Bibliothekar.

## Leben und Wirken
Nach der Vertreibung der Deutschen aus der Tschechoslowakei siedelte sich die Familie Hauke 1946 in Waldeck an. Nach der Reifeprüfung am Gymnasium in Bad Wildungen studierte Hermann Hauke Katholische Theologie und Philosophie an der Philosophisch-Theologischen Hochschule Königstein im Taunus und legte hier 1955 seine Prüfung ab. Anschließend war er im kirchlichen Dienst innerhalb des Erzbistums Paderborn tätig. Im Jahre 1966 promovierte er an der Universität München. Als Bibliotheksreferendar an der Württembergischen Landesbibliothek begann er die Ausbildung für den Höheren Bibliotheksdienst und absolvierte die Fachprüfung hierfür 1970 an der Bayerischen Bibliotheksschule in München. Seither war er bis zum Eintritt in den Ruhestand 1995 als wissenschaftlicher Bibliothekar an der Bayerischen Staatsbibliothek tätig; 1982 wurde er zum Bibliotheksdirektor ernannt. Seine Tätigkeit dort umfasste vor allem Erschließungs- und Katalogisierungsarbeiten in der Handschriften- und Inkunabelabteilung dieser Bibliothek. Hierzu hat er zahlreiche Veröffentlichungen und Kataloge vorgelegt.
1981 wurde er Mitglied der Historischen Sektion der Bayerischen Benediktinerabtei (später: Benediktinische Akademie Salzburg).

## Schriften (Auswahl)
- Die Lehre von der beseligenden Schau nach Nikolaus Trivat. Rodenbusch, München 1967 (Dissertation Universität München).
- (Mitarb.): Die Handschriften der Württembergischen Landesbibliothek Stuttgart. Reihe 2: Die Handschriften der ehemaligen königlichen Hofbibliothek. Bd. 1: Codices asceti. T. 2 (HB I 151-249). Harrassowitz, Wiesbaden 1970.
- Die mittelalterlichen Handschriften in der Abtei Ottobeuren. Kurzverzeichnis. Harrassowitz, Wiesbaden 1974, ISBN 3-447-01570-5.
- (Bearb.): Katalog der lateinischen Handschriften der Bayerischen Staatsbibliothek München. Bd. 5: Clm 27270-27499 (= Catalogus codicum manu scriptorum Bibliothecae Monacensis, T. 4, Ps. 5). Harrassowitz, Wiesbaden 1975, ISBN 3-447-01705-8.
- Die Säkularisation des Augustiner-Chorherrenstifts Höglwörth. Das Schicksal seiner Bibliothek. In: Bibliotheksforum Bayern, Bd. 4 (1976), S. 25–35.
- Das Eichstätter Stundenbuch. Die lateinische Handschrift 428 der Bibliothek des Bischöflichen Seminars Eichstätt / Kommentar von Hermann Hauke. Saur, München 1977, ISBN 3-7940-7044-5.
- (mit Josef Hofmann): Die Handschriften der Stiftsbibliothek und Stiftskirche zu Aschaffenburg (= Veröffentlichungen des Geschichts- und Kulturvereins Aschaffenburg e.V., Bd. 16). Aschaffenburg 1978.
- (Mitarb.): Das Matutinalbuch aus Scheyern. Faksimile der Bildseiten aus dem Clm 17401 der Bayerischen Staatsbibliothek. Hauptband und Kommentar. Reichert, Wiesbaden 1980, ISBN 3-88226-094-7 und ISBN 3-88226-093-9.
- Die ehemals St. Petrischen Handschriften in der Bayerischen Staatsbibliothek. In: Studien und Mitteilungen zur Geschichte des Benediktinerordens und seiner Zweige, Bd. 93 (1982), S. 802–829.
- (Mitarb.): Johann Andreas Schmeller 1785-1852. Bayerische Staatsbibliothek, Gedächtnisausstellung zum 200. Geburtsjahr (= Ausstellungskataloge/Bayerische Staatsbibliothek, Bd. 34). Oldenbourg, München 1985, ISBN 3-486-52821-1.
- (Bearb.): Katalog der lateinischen Handschriften der Bayerischen Staatsbibliothek München. Bd. 7: Clm 28111-28254 (= Catalogus codicum manu scriptorum Bibliothecae Monacensis, T. 4, Ps. 7). Harrassowitz, Wiesbaden 1986, ISBN 3-447-02530-1.
- (mit Elisabeth Remak-Honnef): Die Handschriften der ehemaligen Mannheimer Hofbibliothek. Clm 10001 - 10930, ausgenommen die Codices Lullani (Clm 10493 - 10658) und die Sammlung Camerarius (Clm 10351 - 10431) (= Catalogus codicum manu scriptorum Bibliothecae Monacensis, T. 4, Ser. nova, Bd. 1). Harrassowitz, Wiesbaden 1991, ISBN 3-447-03167-0.
- (Bearb.): Katalog der lateinischen Handschriften der Bayerischen Staatsbibliothek München. Pars 12: Katalog der lateinischen Fragmente der Bayerischen Staatsbibliothek München. Bd. 1: Clm 29202-29311 (= Catalogus codicum manu scriptorum Bibliothecae Monacensis, T. 4, Pars 12, Bd. 1). Harrassowitz, Wiesbaden 1996, ISBN 3-447-03588-9.
- Das sogenannte Necrologium aus Steingaden. In: Der Welf, Jg. 1996/97, S. 74–104.
- Der Stellenwert des nichtliturgischen Lesens im Mönchsleben des Mittelalters. In: Clemens M. Kasper (Hrsg.): Viva vox und ratio scripta. Mündliche und schriftliche Kommunikationsformen im Mönchtum des Mittelalters (= Vita regularis, Bd. 5). Lit, Münster 1997, S. 119-134, ISBN 3-8258-2950-2.
- Vinzenz Prießnitz und Freiwaldau-Gräfenberg. Ein Almanach, dem „Genie des kalten Wassers“ zum 200. Geburtstag gewidmet. Mährisch-Schlesischer Sudetengebirgsverein, Kirchheim/Teck 1998.
- Die Handschriften Ms. O. 97 - 101 in der Abtei Ottobeuren. In: Studien und Mitteilungen zur Geschichte des Benediktinerordens und seiner Zweige, Bd. 112 (2001), S. 267-272 und Bd. 113 (2002), S. 105–120.
- (Bearb.): Katalog der lateinischen Handschriften der Bayerischen Staatsbibliothek München. Pars 12: Katalog der lateinischen Fragmente der Bayerischen Staatsbibliothek München. Bd. 2: Clm 29315-29520 (= Catalogus codicum manu scriptorum Bibliothecae Monacensis, T. 4, Pars 12, Bd. 2). Harrassowitz, Wiesbaden 2001, ISBN 3-447-04429-2.
- Handschriftenkatalogisierung in Bayern. In: Katalogisierung mittelalterlicher Handschriften in internationaler Perspektive (= Beiträge zum Buch- und Bibliothekswesen, Bd. 53). Harrassowitz, Wiesbaden 2007, S. 195-209, ISBN 3-447-05657-6.
- (mit Elisabeth Klemm): Kommentar zur Faksimile-Edition der Handschrift Clm 30111 der Bayerischen Staatsbibliothek München (Das Gebetbuch Ottos III.). Faksimile-Verlag, Luzern 2008, ISBN 978-3-85672-115-2.
- (Bearb.): Katalog der lateinischen Handschriften der Bayerischen Staatsbibliothek München. Die Handschriften aus Augsburger Bibliotheken. Bd. 2: Dominikanerkloster Clm 3680-3686 und Domstift, Clm 3701-3830 (= Catalogus codicum manu scriptorum Bibliothecae Monacensis, T. 3, Ser. nova, Ps. 3,2). Harrassowitz, Wiesbaden 2011, ISBN 978-3-447-06416-3.
- (Bearb., mit Wolfgang-Valentin Ikas): Katalog der lateinischen Handschriften der Bayerischen Staatsbibliothek München. Pars 12: Katalog der lateinischen Fragmente der Bayerischen Staatsbibliothek München = Fragmenta latina. Bd. 3: Clm 29550-29990 (= Catalogus codicum manu scriptorum Bibliothecae Monacensis, T. 4, Pars 12, Bd. 3). Harrassowitz, Wiesbaden 2013, ISBN 978-3-447-06944-1.